# ازینما
ازینما (انگلیسی: Ezinma؛ زادهٔ ۱۱ ژانویهٔ ۱۹۹۱) آهنگساز، و نوازنده ویولن اهل ایالات متحده آمریکا است. وی از سال ۲۰۱۶ میلادی تاکنون مشغول فعالیت بوده است.